# Reina Hispanoamericana 2014
La 24° edición del concurso Reina Hispanoamericana se realizó el 1 de noviembre de 2014 en Santa Cruz, Bolivia. 24 chicas representantes de diferentes países y territorios autónomos compitieron por el título. Al final del evento María Alejandra López, Reina Hispanoamericana 2013 de Colombia coronó a Romina Rocamonje de Bolivia como su sucesora. 
El evento fue transmitido en vivo por Unitel y via internet para toda Hispanoamérica y el resto del mundo.

## Resultados
| Resultados                     | Pais        | Delegada                         |
| Reina Hispanoamericana 2014    | - Bolivia   | - Romina Rocamonje Fuentes       |
| Virreina Hispanoamericana 2014 | - México    | - Vanessa López Quijada          |
| 1.ª. Finalista                 | - Venezuela | - Andrea Victoria Lira Soledad   |
| 2.ª. Finalista                 | - Ecuador   | - Inés Panchano Lara             |
| 3.ª. Finalista                 | - Haití     | - Carolyne Desert Δ              |
| 4.ª. Finalista                 | - Panamá    | - Lourdes "Lully" Gallimore      |
| 5.ª. Finalista                 | - Colombia  | - Cindy Viviana Clavijo Chamorro |
| 6.ª. Finalista                 | - Brasil    | - Raquel Benetti                 |
| 7.ª. Finalista                 | - Curazao   | - Laura Melisa Mejía             |

- Δ Votada por el público vía internet para completar el cuadro de finalistas.

## Premiaciones especiales

### Mejor Traje Típico
| Resultado | Candidata |
| --------- | --- |
| Ganadora  | - Panamá - Lourdes "Lully" Gallimore |
| Top 5     | - Bolivia - Romina Rocamonje Fuentes - Ecuador - Inés Carolina Panchano Lara - Haití - Carolyne Desert - Nicaragua - Karen Margarita Gutiérrez Ortiz |

### Miss Fotogénica Huawei
| Resultado | Candidata                                                                                         |
| --------- | ------------------------------------------------------------------------------------------------- |
| Ganadora  | - México - Vanessa López Quijada                                                                  |
| Top 4     | - Bolivia - Romina Rocamonje Fuentes - Haití - Carolyne Desert - Venezuela - Andrea Victoria Lira |

### Miss Deporte Patra
| Resultado | Candidata                                                    |
| --------- | ------------------------------------------------------------ |
| Ganadora  | - Panamá - Lourdes "Luly" Gallimore                          |
| Top 3     | - Haití - Carolyne Desert - Puerto Rico - Kassandra Meléndez |

### Gala de la Belleza Hispana
| Premio                  | País                   | Delegada                       |
| Chica Amazonas          | - México               | - Vanessa López                |
| Miss Cielo              | - Bolivia              | - Romina Rocamonje Fuentes     |
| Mejor Cabellera Sedal   | - República Dominicana | - Leslye Santos                |
| Mejor Sonrisa Orest     | - Haití                | - Carolyn Desert               |
| Miss Elegancia Rosamar  | - Bolivia              | - Romina Rocamonje Fuentes     |
| Miss Silueta Paceña     | - Venezuela            | - Andrea Soledad Victoria Lira |
| Chica Look Óster        | - México               | - Vanessa López                |
| Miss Simpatía y Amistad | - Estados Unidos       | - Katherine Peña               |

## Candidatas Oficiales
| País/Territorio      | Candidata                      | Edad | Estatura | Residencia                 |
| Argentina            | María Teresa Kuster            | 26   | 1.74 m   | Villa Urquiza              |
| Bolivia              | Romina Rocamonje Fuentes       | 21   | 1.72 m   | Beni                       |
| Brasil               | Raquel de Oliveira Benetti     | 27   | 1.75 m   | São Francisco de Paula     |
| Chile                | Vahiane Paoa                   | 23   | 1.70 m   | Rapa Nui                   |
| Colombia             | Cindy Viviana Clavijo Chamorro | 25   | 1.74 m   | Popayán                    |
| Costa Rica           | Angélica Reyes Barboza         | 20   | 1.70 m   | Pérez Zeledón              |
| Cuba                 | Verónica Torres Lugo           | 20   | 1.70 m   | La Habana                  |
| Curazao              | Laura Melisa Mejía             | 18   | 1.66 m   | Willemstad                 |
| Ecuador              | Inés Carolina Panchano Lara    | 27   | 1.75 m   | Esmeraldas                 |
| El Salvador          | Claudia Martínez               | 24   | 1.70 m   | San Salvador               |
| España               | Victoria Requena Clavijo       | 19   | 1.76 m   | Navas de San Juan          |
| Estados Unidos       | Katherine Peña                 | 24   | 1.75 m   | Nueva Jersey               |
| Europa Hispana       | Aris Delgado                   | 19   | 1.76 m   | Madrid                     |
| Haití                | Carolyne Desert                | 25   | 1.75 m   | Puerto Príncipe            |
| Honduras             | Nelly Reyes Hernández          | 25   | 1.67 m   | La Ceiba                   |
| México               | Vanessa López Quijada          | 19   | 1.73 m   | Sonora                     |
| Nicaragua            | Karen Gutiérrez Ortiz          | 25   | 1.68 m   | Managua                    |
| Panamá               | Lourdes "Lully" Gallimore      | 25   | 1.75 m   | Ciudad de Panamá           |
| Paraguay             | Sally Luz Jara Dávalo          | 20   | 1.72 m   | San Lorenzo                |
| Perú                 | Lisdey Paredes Benavides       | 18   | 1.81 m   | Arequipa                   |
| Puerto Rico          | Kassandra Meléndez             | 18   | 1.73 m   | Carolina                   |
| República Dominicana | Leslye Santos Vargas           | 24   | 1.80 m   | Santiago de los Caballeros |
| Uruguay              | Serrana Silva                  | 22   | 1.80 m   | Montevideo                 |
| Venezuela            | Andrea Victoria Lira           | 21   | 1.80 m   | Caracas                    |

### Retiros
- Guatemala

### Regreso
- Curazao
- Haití

### Reemplazos
- Perú: Lisdey Paredes reemplazó a Ana Gabriel Sologuren, ya que esta última fue víctima de un asalto, donde resultó lesionada.
- Uruguay: Serrana Silva reemplazó a Johana Riva, ya que esta se encontraba en plena preparación rumbo al certamen de Miss Universo.

## Crossovers
Miss Universo
- 2014:  Paraguay: Sally Jara (No clasificó)
- 2015:  Bolivia: Romina Rocamonje (No clasificó)

Miss Mundo
- 2013:  Argentina: Teresa Kuster
- 2014:  Haití: Carolyne Desert

Miss Tierra
- 2014:  Panamá: Lourdes "Lully" Gallimore

Miss Grand Internacional
- 2013:  Honduras: Nelly Reyes

Miss Supranacional
- 2013:  Brasil: Raquel Benetti (Top 10)
- 2014:  Ecuador: Inés Panchano
- 2015:  República Dominicana: Leslye Santos
- 2017:  Bolivia: Romina Rocamonje (Top 24)
- 2023:  México: Vanessa Lopez (Top 10)

Reinado Internacional del Café
- 2015:  República Dominicana: Leslye Santos Vargas (Reina de la Policía Top 5)

Miss Turismo Intercontinental
- 2014:  Costa Rica: Angélica Reyes Barboza (Ganadora)

Miss América Latina
- 2012:  Nicaragua: Karen Gutiérrez Ortiz

Miss Piel Dorada
- 2013:  Honduras: Nelly Reyes (Top 5 y Miss Piel Dorada del Cacao)